# Luberadz
Luberadz – wieś sołecka w Polsce położona w województwie mazowieckim, w powiecie ciechanowskim, w gminie Ojrzeń.
| SIMC    | Nazwa            | Rodzaj    |
| ------- | ---------------- | --------- |
| 1054080 | Góry Luberadzkie | część wsi |

W latach 1954–1959 wieś należała i była siedzibą władz gromady Luberadz, po jej zniesieniu w gromadzie Ojrzeń. W latach 1975–1998 miejscowość administracyjnie należała do województwa ciechanowskiego.
W Luberadzu znajduje się klasycystyczny pałac Józefa Dembowskiego, wzniesiony według projektu Hilarego Szpilowskiego z 1789 r. W miejscowości urodził się działacz spółdzielczości niewidomych Modest Sękowski (1920–1974).